# Nijhof-Wassink (schaatsploeg)
Team Nijhof-Wassink is een Poolse schaatsploeg die zowel langebaanschaatsers als shorttrackers huisvest.
De schaatsploeg wordt sinds 2006 gesponsord door het Twentse transportbedrijf Nijhof-Wassink, gevestigd in Rijssen en tevens in Polen.

## Schaatsploeg
De ploeg begon in 2006 en heeft in die beginjaren ook schaatsers als Sławomir Chmura bijgestaan en het laatste jaar van Paweł Zygmunt. In november 2013 verschenen de shorttrackers Marta Wójcik en Aidą Bellą in de Poolse Playboy.

### 2013-2014
Anno 2013-2014 bestaat de ploeg uit deze rijders:
| Mannen           | Mannen             | Vrouwen                  | Vrouwen                  |
| Naam             | Specialisatie      | Naam                     | Specialisatie            |
| ---------------- | ------------------ | ------------------------ | ------------------------ |
| Zbigniew Bródka  | 1000 en 1500 meter | Katarzyna Bachleda-Curuś | 1500, 3000 en 5000 meter |
| Jan Szymański    | 1500 en 5000 meter | Natalia Czerwonka        | 1500 en 3000 meter       |
| Roland Cieślak   | 1500 en 5000 meter | Katarzyna Woźniak        | 1500 en 3000 meter       |
| Piotr Puszkarski | 1500 en 5000 meter | Luiza Złotkowska         | 1500, 3000 en 5000 meter |